# Ancien hôtel de ville de Gdańsk
L'ancien hôtel de ville (en allemand : Altstädtisches Rathaus) est un hôtel de ville historique de la fin du XVIe siècle situé dans la vieille ville de Gdańsk, non loin du Grand Moulin et de l'église Saint-Joseph.

## Histoire
Le premier hôtel de ville gothique de la vieille ville a été construit par les chevaliers teutoniques en 1382. À la place du bâtiment actuel, il y avait auparavant un édifice à colombages. Dans la seconde moitié du XVIe siècle, le bâtiment était déjà en danger d'effondrement, c'est pourquoi un nouveau bâtiment fut construit.
L'hôtel de ville actuel a été construit dans les années 1587-1589 (les travaux de finition ont été achevés en 1595) dans le style du maniérisme hollandais.

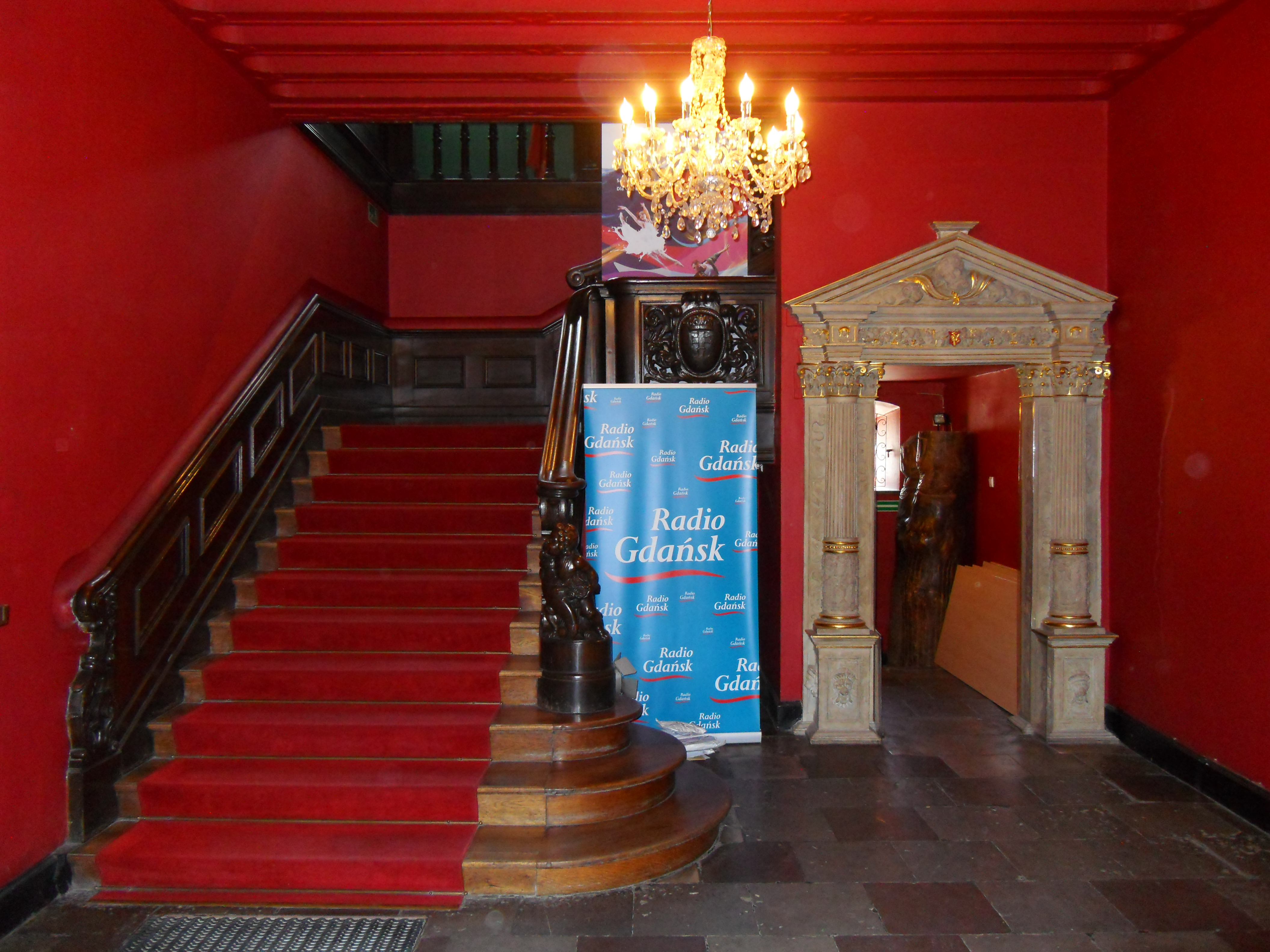
Rez-de-chaussée, hall avec portail Renaissance

Construit pour les autorités de la vieille ville, pour satisfaire les ambitions locales et les besoins représentatifs plutôt que pour un contenu politique réel, ce fut pendant de nombreux siècles un lieu concentrant la vie politique, économique, ainsi que scientifique et sociale de cette partie de la ville. Le célèbre brasseur et astronome de Gdańsk Jan Heweliusz, qui vivait près de la mairie, était associé à la vieille ville et à la mairie. Il stockait la bière qu'il produisait dans les sous-sols de la mairie. Dans les années 1806-1807 et 1813-1910, le bâtiment appartenait aux autorités judiciaires prussiennes et allemandes et, à partir de 1910, il était à nouveau revenu aux autorités municipales.
Au XIXe siècle, de nombreuses reconstructions ont eu lieu, dont l'aménagement intérieur et la disposition des ouvertures de fenêtres et de portes. Les façades auparavant en brique ont été enduites. En 1881, les façades sont à nouveau en brique.

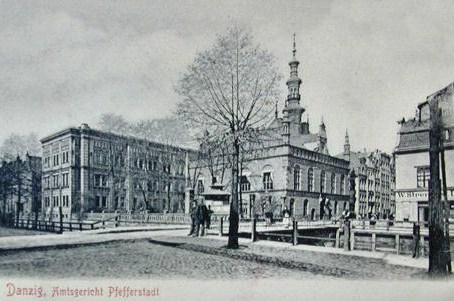
Hôtel de ville et pont du Pain, env. 1900

L'intérieur de l'hôtel de ville a été entièrement reconstruit dans les années 1911-1914 dans le style néo-Renaissance, sauvant ainsi de la destruction de nombreux détails d'immeubles patriciens. Le portail en pierre Renaissance du hall provient d'une de ces maisons, comme le bel escalier en colimaçon. Après rénovation, le bâtiment devait servir de palais des mariages, mais la mise en œuvre de cette intention fut empêchée par le déclenchement de la Première Guerre mondiale. Après 1915, c'était le siège des bureaux de la ville, du Sénat de la ville libre de Dantzig et du conservateur des monuments.
L'ancien hôtel de ville est l'un des rares bâtiments historiques de Gdańsk à n'avoir subi que des dommages mineurs lors du pillage et de la destruction du centre-ville par les troupes soviétiques en 1945. Grâce à cela, de précieuses peintures d'artistes de Gdańsk du milieu du XVIIe siècle ont été sauvées. La forme du bâtiment est restée inchangée. Depuis 1953, la mairie est le siège d'une institution culturelle, aujourd'hui le Centre culturel de la mer Baltique. Dans les années 2008-2016, la mairie a fait l'objet de travaux de conservation et de rénovation approfondis.
Il y a un monument à Jan Heweliusz devant la mairie. Le pont sur le canal historique de Radunia situé à côté de la mairie est l'historique pont du Pain, construit vers 1350.

## Architecture

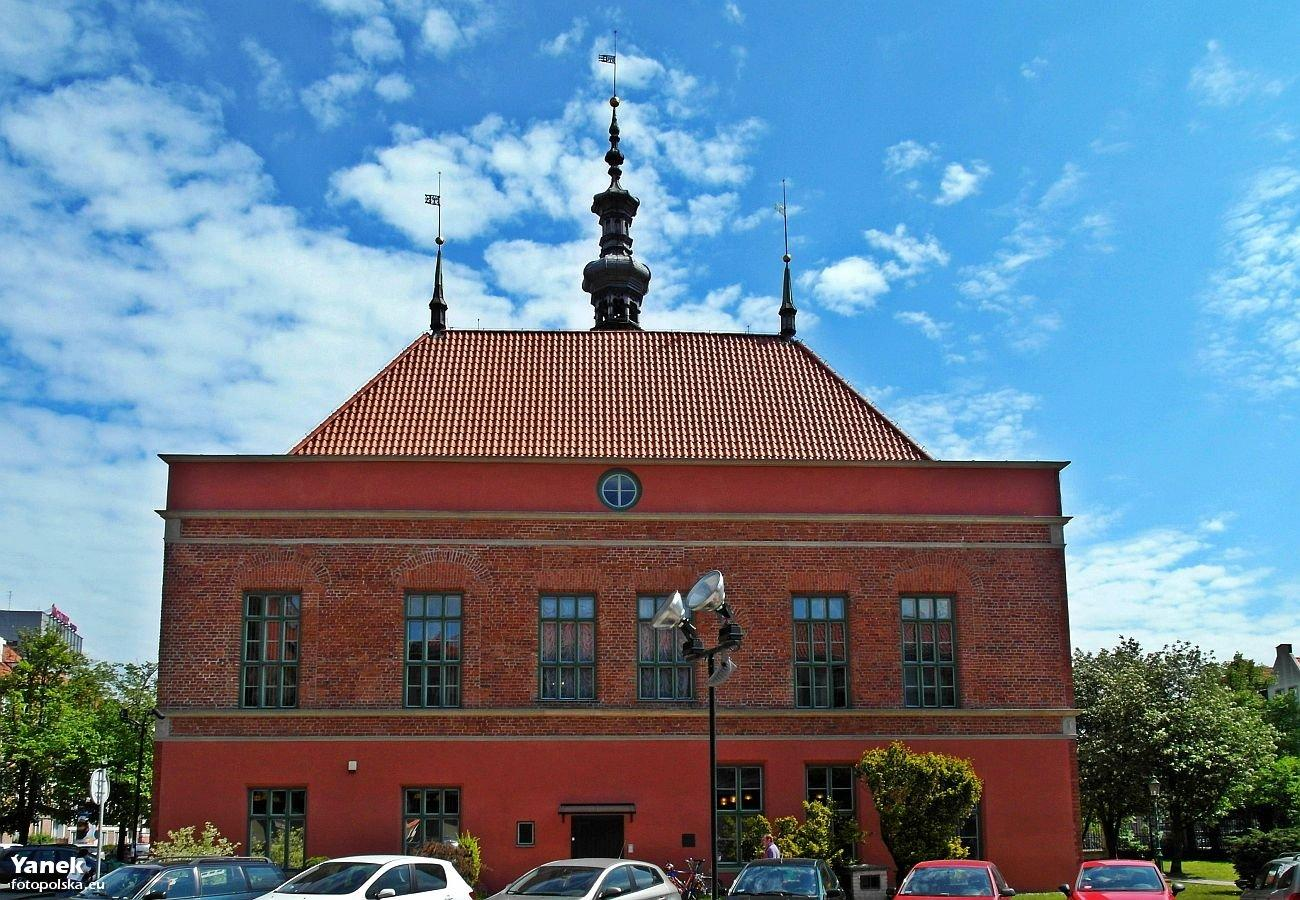
L'arrière de la mairie

La charpente du toit date du XVIe siècle. L'entrée principale est agrémentée d'un portail représentatif. La façade principale a été enrichie de deux tourelles d'angle et de bas-reliefs en pierre décorant les frises des deux étages, comprenant : les armoiries de Gdańsk, les armoiries de la Prusse et les armoiries de la Pologne, des mascarons et un cartouche avec l'année du début de la construction de l'hôtel de ville. Les pièces étaient recouvertes de plafonds avec poutres en bois.

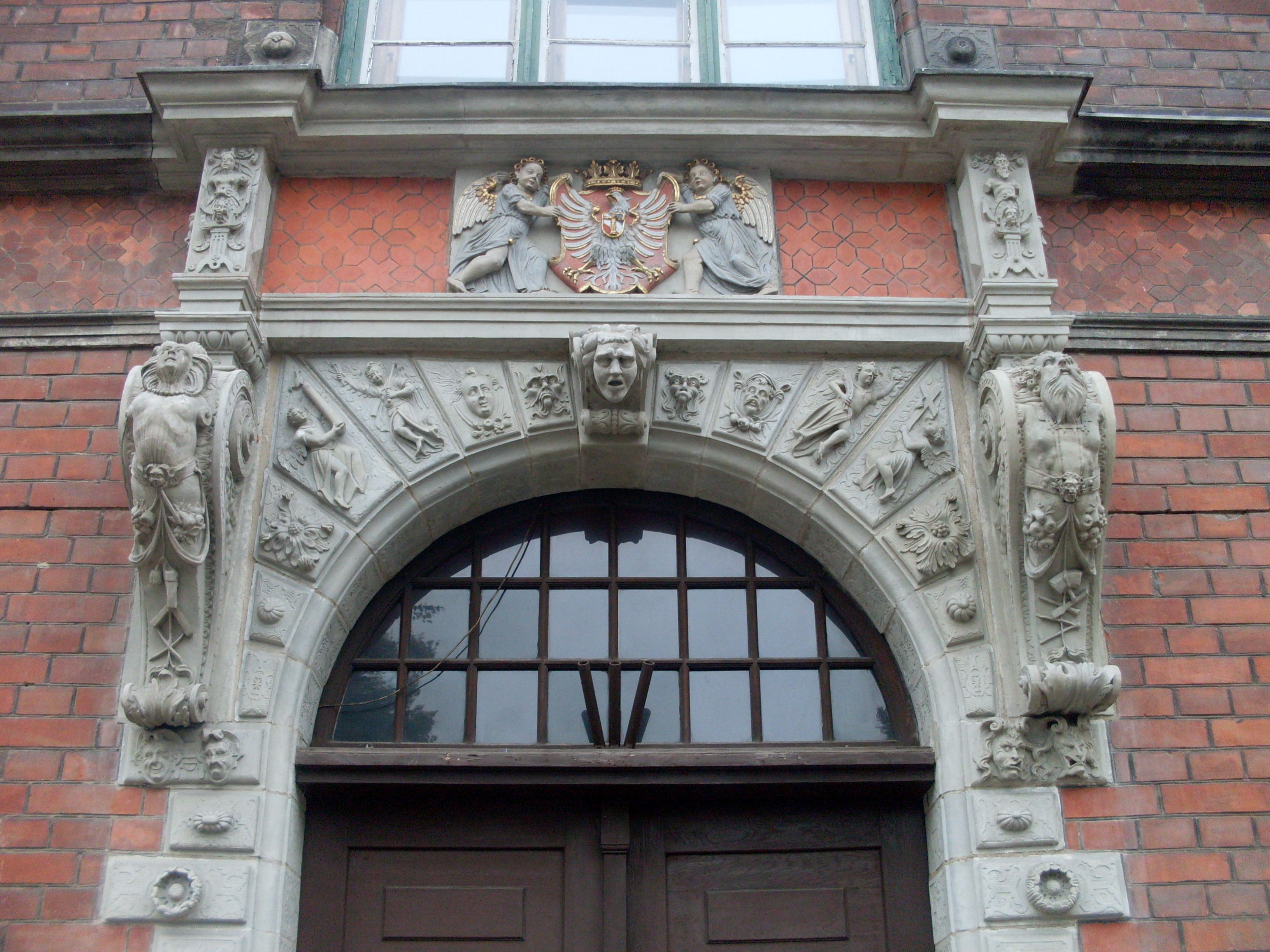
Portail d'entrée
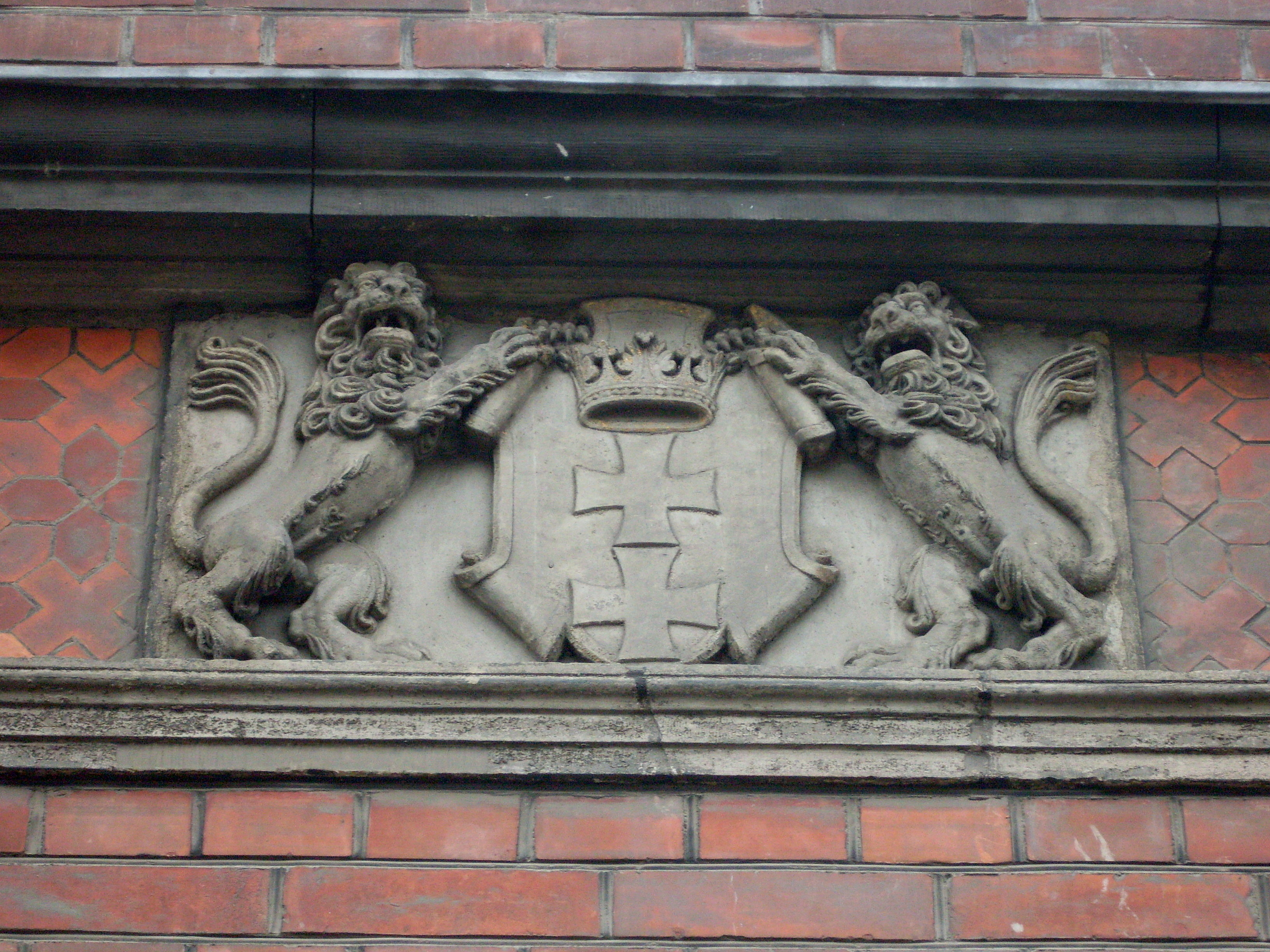
Armoiries de Gdansk
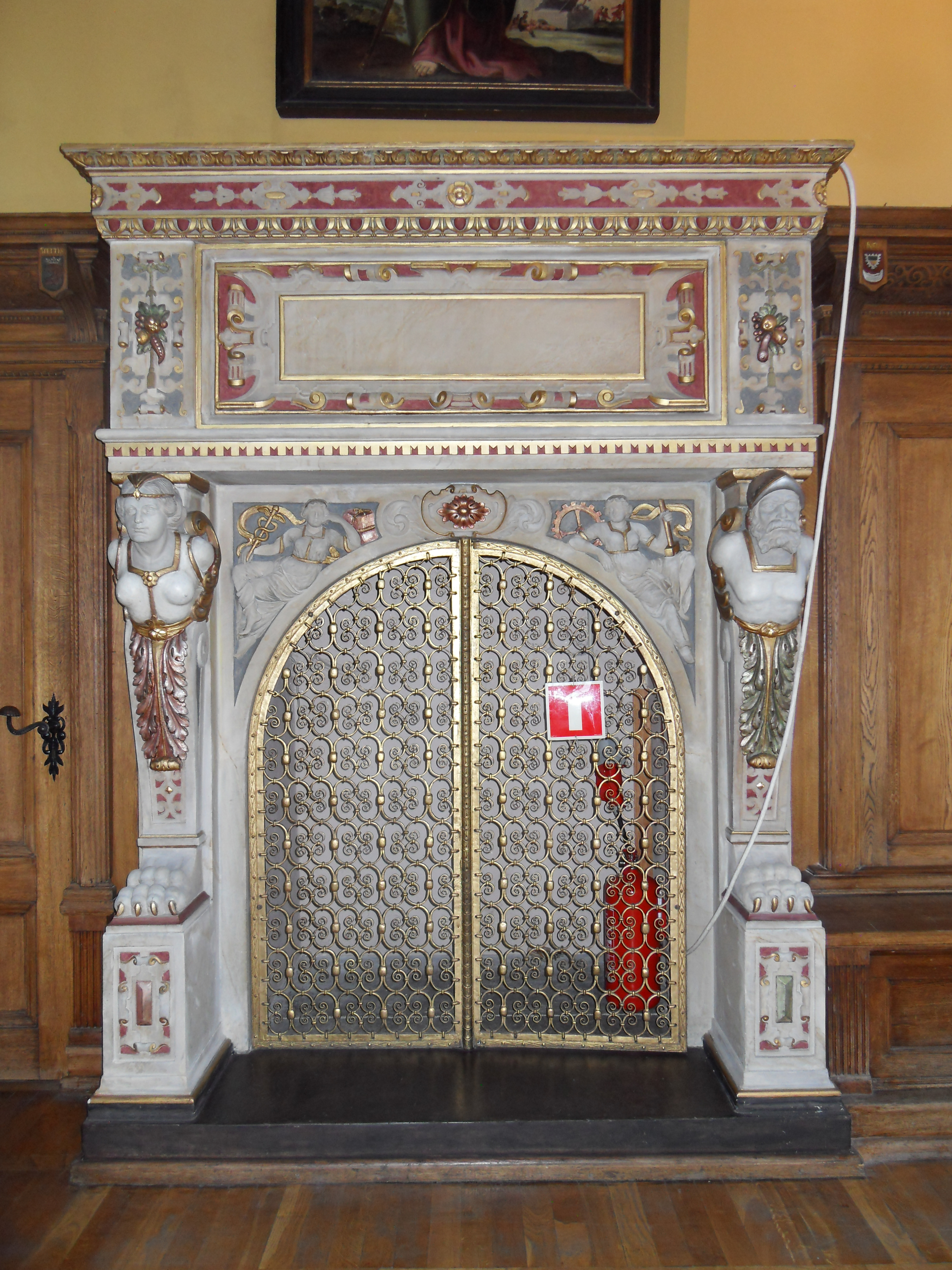
Ancienne cheminée